# 31363 Shulga
31363 Shulga è un asteroide della fascia principale. Scoperto nel 1998, presenta un'orbita caratterizzata da un semiasse maggiore pari a 2,3545024 UA e da un'eccentricità di 0,1706368, inclinata di 3,23089° rispetto all'eclittica.